# Eudocima kuehni
Eudocima kuehni là một loài bướm đêm trong họ Erebidae.